# ランダムに配した点がなす直線

ランダムな137個の点のうち、4個の点がほぼ重なる直列配置は80通り存在する。

ランダムに配した点がなす直線（ランダムにはいしたてんがなすちょくせん　英:Alignments of random points）とは、平面上の一定領域に多数の点がランダム配置されている場合に（点3つ以上が重なる）直線が幾つも引けることが統計学的に言えると示したもの。
これはレイラインや同様の神秘的な配置が、その信者から提唱された超自然的・超人類学的な説明とは対照的に、偶然の産物に過ぎない可能性があるとのデモンストレーションとして提起されたものである。このテーマは、コンピュータビジョンや天文学の分野でも研究されている。
研究の多くが、平面上のランダム点同士による直列配置を数学で説明している。
これらの全てで、線の幅 {\displaystyle w} は重要なパラメータである。というのも、実世界は数学的な図上の点では表現できないし、直列配置だと認めるのに、厳密に直線状に乗っている必要はないからである。 
アルフレッド・ワトキンスはレイラインの古典作品『The Old Straight Track(古い直線路)』で、直列配置とみなされて構わないとする許容範囲のしきい値として地図上に引く鉛筆線の幅を用いた。例えば1/50000の縮尺地図に幅1mmの鉛筆線を引くと、実際には幅50mに相当する。

## 直列配置が偶然起きる可能性の推定
統計的に見て、ある地域の中に直列配置を見つけることは、想定する範囲を広げるほど急な変化で簡単になっていく。この現象を理解するためには、範囲が広くなって直線的に並びにくくなることを上回るほど、点を選ぶ組合せの選択肢が勢いよく増加する点に着目しなければならない。
一般的に受け入れられている「直列配置」の意味を表す定義の1つは次のとおり。
与えられた領域内にある一連の点から選んだ幾つかの点が、いずれも幅 {\displaystyle w} の直線道上にある
"幅 {\displaystyle w} の直線道"とは、平面上か球の大円上、あるいはもっと一般的にその他の測量上の多様な形状など、どのように地球を近似した場合においても、数学的な意味での直線からの距離が {\displaystyle {\frac {w}{2}}} 以下になる地点の集まりだといえる。この手法を用いると、ごく小さい差異しかない直列配置が無数に生まれることになるのを注意されたい。よって少なくとも一本の直列配置が、その点の配置を直列配置だと決定するのに必要である。上記のような事情から、直列配置そのものを探すよりも、それらしい点の集まりを数えていくほうが簡便である。見つけられる直列配置の本数はその線幅 {\displaystyle w} に非常に敏感で、およそ{\displaystyle w^{k-2}}に比例する（ここでの{\displaystyle k}は直列配置に属する点の個数）。
こういった数学的知見から、以下に直列配列と思わしきものの"それらしさ"を概算する。なお、対象は"有意の"点が一様に分布した平面を仮定している。
一辺{\displaystyle d}で面積が{\displaystyle d^{2}}となる小さな領域に{\displaystyle n}個のポイントがあるとする。すべての点がある直線から {\displaystyle {\frac {w}{2}}} の距離に収まっているとする。（線幅は領域サイズに比べ十分小さい、つまり{\displaystyle w<<d}とする。）
ランダムに配置された点が全部で{\displaystyle k}個であるとすると、この中から{\displaystyle n}個の組を取り出す組み合わせは、
{\displaystyle {\frac {n!}{(n-k)!k!}}}
であらわされる。
では、こうした手法を用いるとき、これらの点が直線をなす(collinearである)確率はどうやって求めればよいか。近似を用いて粗い精度で考察してみたい。
直線を描くとみた{\displaystyle k}個の点の集まりの中から一番左と一番右の点を取り出して考えてみる。(別のケースとして、垂直な、一番上と一番下の点を選ぶ場合を考えてもよい。)これら2点が直線を定義するとみなす。残り{\displaystyle k-2}個の点が充分にこの直線の近くにいる確率は{\displaystyle {\frac {w}{d}}}であらわされる。(これは領域を横断するこの直線が作る面積{\displaystyle wd}を領域の面積{\displaystyle d^{2}}で割ることで求まる。)
そうして、{\displaystyle k}個の点を含む直線の本数は、ごく粗く見て
{\displaystyle {\frac {n!}{(n-k)!k!}}\left({\frac {w}{d}}\right)^{k-2}}
とあらわせる。ここで{\displaystyle k<<n}とすると、
{\displaystyle {\frac {n^{k}}{k!}}\left({\frac {w}{d}}\right)^{k-2}}
となり、点の数密度{\displaystyle \alpha }により{\displaystyle n=\alpha d^{2}}とあらわせることから、上式は
{\displaystyle {\frac {\alpha ^{k}d^{2k}}{k!}}\left({\frac {w}{d}}\right)^{k-2}}
と書き換えられ、これを領域の面積{\displaystyle d^{2}}で割ると、
{\displaystyle {\frac {1}{d^{2}}}{\frac {\alpha ^{k}d^{2k}}{k!}}\left({\frac {w}{d}}\right)^{k-2}}
が得られる。これを整理して、{\displaystyle k}個の点を含む直線の存在密度(単位面積あたり何本存在するか)は、以下のように求まる。
{\displaystyle d^{k}{\frac {\alpha ^{k}}{k!}}w^{k-2}}
このように、想像に反して{\displaystyle k}個の点を含む直線の本数は、領域の長さ{\displaystyle d}に比例するどころでなくそれ以上の勢いで増加する。

## 期待される直列配置数のより正確な推定
一辺Lの正方形にランダム配置されたn個の点の中から、偶然にも最大幅wおよび最大距離dとなるであろう3点の直列配置の数をより正確に数式で表すと次の通り。
{\displaystyle \mu ={\frac {\pi }{3}}{\frac {w}{L}}\left({\frac {d}{L}}\right)^{3}n\left(n-1\right)\left(n-2\right)}
エッジ効果（正方形の境界を越えるため失われた直列配置）が含まれる場合、その数式は次のようになる。
{\displaystyle \mu ={\frac {\pi }{3}}{\frac {w}{L}}\left({\frac {d}{L}}\right)^{3}n\left(n-1\right)\left(n-2\right)\left(1-{\frac {3}{\pi }}\left({\frac {d}{L}}\right)+{\frac {3}{5}}\left({\frac {4}{\pi }}-1\right)\left({\frac {d}{L}}\right)^{2}\right)}
k個の点による直列配置（エッジ効果は無視）を一般化したものが、下の数式。
{\displaystyle \mu ={\frac {\pi n\left(n-1\right)\left(n-2\right)\cdots \left(n-\left(k-1\right)\right)}{k\left(k-2\right)!}}\left({\frac {w}{L}}\right)^{k-2}\left({\frac {d}{L}}\right)^{k}}
これは、前節の粗い近似とほぼ似通った漸近的拡大特性を有しており、他の変数の影響を圧倒するほど大きなnの組み合わせ爆発が起こる。

## 計算機シミュレーションによる検証

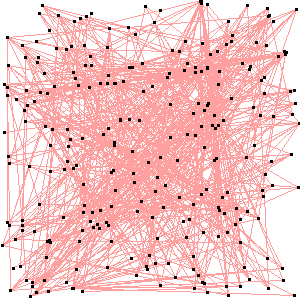
ランダムな269個の点のうち、4個の点が重なる直列配置は607通り存在する。

計算機を用いたシミュレーションによって、レイライン探索家が発見したレイラインの数と平面上にランダムに点を配して引けた線の数とがよく一致することが確かめられた。これはレイラインがまったく偶然の産物である可能性を示唆している。この現象は、各点がコンピュータにより擬似ランダム生成されたものでも、本屋やコンビニエンスストアなどありふれた対象のデータ群から生成されたものでも、関係なく発生する。
それなりに小さなデータ群でも、幅50mに4点から8点が重なる直列配置は簡単に見つかる。領域を広くしたり幅{\displaystyle w}の値を大きなものにすれば、20個以上の点が重なる直列配置でも簡単に見つかる。